# Acachapan y Colmena 5.ª Sección
Acachapan y Colmena 5.ª Sección es una localidad del municipio de Centro ubicado en la subregión centro del estado mexicano de Tabasco.

## Geografía
La localidad de Acachapan y Colmena 5.ª Sección se sitúa en las coordenadas geográficas 18°09′26″N 92°42′14″O / 18.157222, -92.703889, a una elevación de 10 metros sobre el nivel del mar.

## Demografía
Según el Conteo de Población y Vivienda 2020, efectuado por el Instituto Nacional de Estadística y Geografía, la localidad de Acachapan y Colmena 5.ª Sección tiene 404 habitantes, de los cuales 207 son del sexo masculino y 197 del sexo femenino. Su tasa de fecundidad es de 2.82 hijos por mujer y tiene 104 viviendas particulares habitadas.
| Gráfica de evolución demográfica de Acachapan y Colmena 5.ª Sección entre 1970 y 2020 |
|                                                                                       |
| INEGI.                                                                                |